# سیارک ۸۰۰

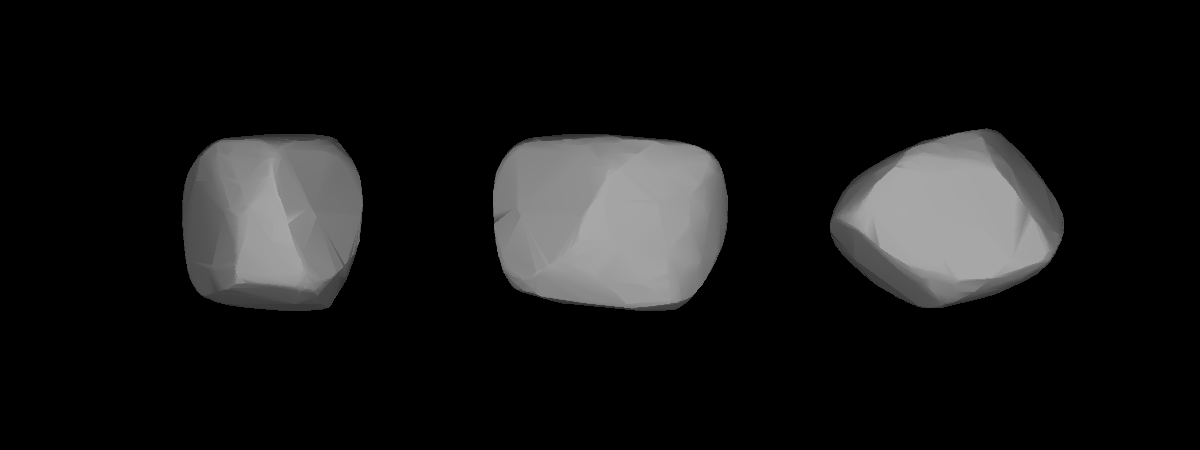
مدل سه‌بُعدی سیارک ۸۰۰ بر طبق منحنی نور آن

سیارک ۸۰۰ (به انگلیسی: 800 Kressmannia، نامگذاری:1915WP) هشتصدمین سیارک کشف شده‌است که در ۲۰ مارس ۱۹۱۵ و در هایدلبرگ کشف شد.
قدر مطلق سیارک برابر ۱۱٫۶۱ است.